# 河女
河女（かわおなご）は、青森県南津軽郡浪岡町（現：青森市浪岡）に伝わる妖怪。
姿は人間の女性のようで、大変美しい容姿をしているという。十川の釜谷橋の土手に現れ、橋を通る男に声をかけ、その声に応じた男は、河女に取り憑かれてしまう。
憑かれた男は急に大食漢となる。その食欲たるや飯櫃を空っぽにするほどで、時には自分の便すら食べてしまうという。そして夜に皆が寝静まると、男は河女に会いに行く。この際、河女の姿は人には見えず、憑かれた男にのみ見える。そしてその男はやがて、精神に異常をきたしてしまうという。